# Chris Brubeck
Christopher „Chris“ Brubeck (* 19. März 1952 in Los Angeles) ist ein amerikanischer Musiker (Bassposaune, E-Bass, Piano, Gitarre) und Komponist, der sowohl im Bereich der Jazz- und Rockmusik als auch der klassischen Musik hervorgetreten ist.

## Leben und Wirken
Brubeck stammt aus einer musikalischen Familie; sein Vater ist die Jazz-Legende Dave Brubeck; seine Brüder sind Darius,  Dan Brubeck und Matthew Brubeck. Als Kind erhielt er Klavierunterricht, in der Highschool lernte er Posaune, um dann das Interlochen Center for the Arts zu besuchen. Er war als Mitglied der Rockband  New Heavenly Blue an beiden Alben (zuerst Educated Homegrown, 1970) beteiligt. Ab 1972 war er mit seinem Vater, den Brüdern Darius und Dan sowie weiteren Musikern in Two Generations of Brubeck unterwegs (Brother, the Great Spirit Made Us All 1974), um dann in der Rockband Sky King zu arbeiten. Dann trat er mit dem Vater und den Brüdern im The New Brubeck Quartet auf (Live at Montreux 1978); zwischen 1978 und 1988 wirkte er als Bassist im Quartett seines Vaters.
Gemeinsam mit dem Gitarristen Joel Brown und dem Sänger und Banjospieler Bill Crofut arbeitete er in den 1990er Jahren in einem Crossover-Trio, das mehrere Alben vorlegte. Nach dem Tod von Crofut sind Brubeck und Brown mit dem Harmonikaspieler Peter Madcat Ruth seit 2000 im Crossover-Trio Triple Play aufgetreten.
Mit Andy LaVerne und seinem Bruder Dan war er bereits 1972 im Brubeck LaVerne Trio aktiv; seit 1999 spielt er mit beiden Musikern im Brubeck Brothers Projekt, mit dem er 2016 in Europa war. 2004 führte er sein The Prague Concerto for Bass Trombone and Orchestra mit der Tschechischen Nationalsinfonie auf. Auch komponierte er Sinfonien, Kammer- und Chormusik. Mit Dave Brubeck verfasste er das sinfonische Stück Ansel Adams America, das 2013 für einen Grammy nominiert wurde.

## Diskographische Hinweise
- Chris Brubeck, Bill Crofut, Joel Brown, London Symphony Orchestra Bach to Brubeck (1999)
- Convergence (Koch International 2005)
- Brubeck Brothers Quartet  Intuition (Koch International 2006, mit Dan Brubeck, Taylor Eigsti, Mike DeMicco)